# 8625 Simonhelberg
8625 Simonhelberg è un asteroide della fascia principale. Scoperto nel 1981, presenta un'orbita caratterizzata da un semiasse maggiore pari a 2,6050167 UA e da un'eccentricità di 0,0799077, inclinata di 3,62555° rispetto all'eclittica.
L'asteroide è dedicato all'attore Simon Helberg, uno dei protagonisti della serie televisiva The Big Bang Theory.